# Risu Akizuki
Pour les articles homonymes, voir Akizuki (homonymie).
Risu Akizuki (秋月 りす), née le 16 septembre 1957 dans la préfecture de Fukuoka, est le nom d'artiste d'une mangaka japonaise.
Spécialisée dans le yonkoma, elle a commencé sa carrière en 1988 avec la série Okusama Shinkaron. Son œuvre la plus célèbre est OL Shinkaron pour laquelle elle a gagné le prix culturel Osamu Tezuka de l'histoire courte en 2004.